# José Manuel Navia
José Manuel Navia (Madrid, 1957) es un fotógrafo español, considerado uno de los fotógrafos contemporáneos más importantes de este país.

## Biografía
Aunque se licenció en Filosofía en 1980 en la Universidad Autónoma de Madrid, José Manuel Navia ha desarrollado toda su actividad profesional en el campo de la fotografía, en el cual ya comenzó con tan sólo 17 años, dentro del mundo editorial. A partir de 1987 trabajó como fotógrafo independiente, formando parte de la agencia Cover. Desde 1992 colabora con la Agencia VU francesa.
A mediados de los años 90 fue editor gráfico de la revista El País Semanal, también ha participado en trabajos editoriales para las revistas Geo o National Geographic, así como para la revista semanal del periódico La Vanguardia. Su trabajo como reportero está en la base de su actual narrativa fotográfica.
La afición fotográfica de su propia madre le influyó desde niño, y siempre ha confesado la predilección por la elección de lugares culturalmente cercanos a él mismo, en los que puede encontrar más fácilmente una identificación consigo mismo y su entorno más íntimo. Su fotografía es honesta, cercana al retratado y haciendo una selección de la toma directa y limpia, sin artificios adicionales.
Ha recibido distintos premios, como: Fotopress 1987, Fundación La Caixa; Society of Newspaper Design, USA (1994, 1995 y 1997); Godó de Fotoperiodismo 1999, Fundación Godó / La Vanguardia; Imagen 2006, Sociedad Geográfica Española; Piedad Isla 2021, Diputación de Palencia.
Es padre del ilustrador Miguel Navia.

## Fotografía y literatura
Navia declara gran gusto por la lectura y la literatura, por la palabra, como reflejan sus habituales colaboraciones con los escritores Julio Llamazares o Gustavo Martín Garzo, o su participación en el proyecto fotográfico-literario Un Madrid literario, en colaboración con el escritor José Manuel Caballero Bonald.

## Exposiciones individuales (selección)
- 2019: Alma tierra. Visiona/HU (Huesca). E itinerante por distintas ciudades españolas (2019-2024).
- 2017: Salzillo. La vida en torno. Museo Los molinos del agua (Murcia)
- 2015: Miguel de Cervantes o el deseo de vivir. Instituto Cervantes (Madrid). E itinerante por España y distintos países (2015-2023).
- 2014: Nóstos. Círculo de Bellas Artes. PhotoEspaña (Madrid)
- 2014: Cuenca en la mirada. Fundación Antonio Pérez. Museo de Obra Gráfica (Cuenca)
- 2009: Un Madrid literario. Museo de la Ciudad de Madrid (con texto del escritor José Manuel Caballero Bonald)
- 2008. Ciudades Patrimonio de la Humanidad. Exposición itinerante por las trece ciudades españolas, hasta 2010.
- 2008: Pisadas sonámbulas: lusofonías. V Encuentros de Fotografía de Gijón
- 2006: La Creciente. Centre de Fotografía Documental de Barcelona
- 2005: Territorios del Quijote. Biblioteca Nacional de Madrid (Alcalá de Henares)
- 2005-2006: Territorios del Quijote. Centro Português de Fotografía, Oporto. Itinerancia con el Instituto Cervantes por distintas ciudades de Europa, África y América Latina
- 2003.- Desde la Catedral, Museo Artium (Vitoria)
- 2003: Marruecos, fragmentos de lo cotidiano (distintas sedes)
- 2001: Navia. Photogalería, La Fábrica. Madrid
- 2001: Pisadas sonámbulas: lusofonías. PhotoEspaña (Madrid)

## Exposiciones colectivas (selección)
- 2010: Photo by Photo. A portrait of Spain. SEEI Expo (Shanghái). Itinerante por distintos países de Asia.
- 2006: Visiones de Marruecos. Fundación Tres Culturas, Sevilla. Itinerante por seis ciudades de Marruecos
- 2005-2008: España, diez miradas. Tokio Metropolitan Museum of Art. Itinerante por distintas ciudades.
- 2004: Un viaje a Madrid, Museo Municipal de Arte Contemporáneo. Madrid
- 2002: Vu ’15 ans. Exposición itinerante por Europa.

## Talleres, conferencias, artículos y docencia
José Manuel Navia es un fotógrafo muy participativo y de gran capacidad pedagógica, siendo requerido por multitud de instituciones, centros de formación, museos, etc. Además de impartir talleres y conferencias escribe sobre historia de la fotografía, sobre su obra personal, o sobre la de otros.
Desde 2021 es profesor asociado de fotografía en el Grado de Comunicación Audiovisual, Facultad de Filosofía y Letras, Universidad de Alcalá.

## Publicaciones (selección)[11]
- 2024: Un reino maravilloso 2022-2024. Fundación Antonio Pérez - Ediciones Anómalas, Cuenca-Barcelona
- 2019: Alma tierra. AC/E - Ediciones Anómalas, Madrid-Barcelona
- 2018: Photobolsillo (nueva edición). La Fábrica, Madrid
- 2018: Castilla (sobre un texto de Miguel Delibes). Ken, Pamplona
- 2017: Salzillo. La vida en torno. Museo Salzillo, Murcia
- 2015: Miguel de Cervantes o el deseo de vivir. AC/E - Ediciones Anómalas, Madrid-Barcelona
- 2014: Cuenca en la mirada. Fundación Antonio Pérez / Ediciones Anómalas, Cuenca
- 2014: Luz y Sombra. Edición Mauricio d'Ors, Sevilla
- 2013: Nóstos. Ediciones Anómalas, Barcelona, ISBN 978-84-616-5974-6
- 2009: Un Madrid literario. Editorial Lundwerg (en colaboración con el escritor José Manuel Caballero Bonald), Barcelona
- 2008: Ciudades Patrimonio de la Humanidad. La Fábrica, Madrid
- 2007: Antonio Machado, miradas. Caja Duero, Salamanca
- 2005: Viaje a la Historia. Lundwerg, Barcelona
- 2004: Territorios del Quijote. Lundwerg, Barcelona
- 2003: Desde la Catedral. Fundación catedral Santa María de Vitoria
- 2003: Marruecos, fragmentos de lo cotidiano. Barcelona, Edicola 62
- 2001: Photobolsillo La Fábrica (Madrid)
- 2001: Pisadas sonámbulas: lusofonías. La Fábrica (Madrid), ISBN 978-84-924-9864-2

## Obra en colecciones
- Real Academia de Bellas Artes de San Fernando (Madrid)
- Comunidad de Madrid
- Museo Marugame Hirai. Japón
- Ayuntamiento de Alcobendas
- Fundación Antonio Pérez (Cuenca)
- Museo Municipal de Arte Contemporáneo (Madrid)
- Photogalería de La Fábrica